# Diopatra dexiognatha
Diopatra dexiognatha är en ringmaskart som beskrevs av Paxton och Bailey-Brock 1986. Diopatra dexiognatha ingår i släktet Diopatra och familjen Onuphidae. Inga underarter finns listade i Catalogue of Life.